# Michelangelo Pieramico
Michelangelo Pieramico (Città Sant'Angelo, 7 maggio 1799 – Città Sant'Angelo, 21 settembre 1862) è stato un vescovo cattolico italiano.

## Biografia
Nato a Città Sant'Angelo, divenne canonico della cattedrale di Penne. Papa Gregorio XVI lo confermò vescovo di Potenza e Marsico Nuovo il 12 febbraio 1838, dopo la nomina ottenuta da Ferdinando II. Fu consacrato dal cardinale Carlo Odescalchi, S.I., il 18 febbraio, coadiuvato dal patriarca Antonio Luigi Piatti e dal vescovo Giovanni Pietro Augustoni, O.E.S.A.
Durante l'episcopato dovette fronteggiare il terremoto del 1857 che colpì gran parte della Basilicata, distinguendosi per il suo operato da vescovo.
Morì nel paese natio, il 21 settembre 1862, e fu sepolto nella chiesa di San Michele Arcangelo.

## Genealogia episcopale
La genealogia episcopale è:
- Cardinale Scipione Rebiba
- Cardinale Giulio Antonio Santori
- Cardinale Girolamo Bernerio, O.P.
- Arcivescovo Galeazzo Sanvitale
- Cardinale Ludovico Ludovisi
- Cardinale Luigi Caetani
- Cardinale Ulderico Carpegna
- Cardinale Paluzzo Paluzzi Altieri degli Albertoni
- Papa Benedetto XIII
- Papa Benedetto XIV
- Papa Clemente XIII
- Cardinale Marcantonio Colonna
- Cardinale Giacinto Sigismondo Gerdil, B.
- Cardinale Giulio Maria della Somaglia
- Cardinale Carlo Odescalchi, S.I.
- Vescovo Michelangelo Pieramico